# Spalony Horbek
Spalony Horbek (546 m n.p.m.) – szczyt we wschodniej części Beskidu Niskiego.
Jest najbardziej na północ wysuniętym wzniesieniem Pasma Bukowicy. Leży ok. 2 km na północ od osady Puławy Górne i zaledwie 600 m na wschód od koryta Wisłoka pod Rudawką Rymanowską. Szczyt wyraźny, stoki mocno rozczłonkowane licznymi dolinkami potoków i mniejszymi jarami, wschodnie dość strome, zachodnie – bardzo strome, urywające się nad korytem Wisłoka blisko 40-metrowej wysokości urwiskiem zwanym Olzy. W całości zalesiony.
Przez szczyt w kierunku z północy na południe biegnie znakowany zielonym kolorem szlak turystyczny:  Besko - Mymoń – Spalony Horbek - Puławy Górne - Darów – Surowica – Moszczaniec, a następnie dalej do Komańczy.